# Jhumpura
Jhumpura là một thị trấn thống kê (census town) của quận Kendujhar thuộc bang Orissa, Ấn Độ.

## Nhân khẩu
Theo điều tra dân số năm 2001 của Ấn Độ, Jhumpura có dân số 5265 người. Phái nam chiếm 52% tổng số dân và phái nữ chiếm 48%. Jhumpura có tỷ lệ 68% biết đọc biết viết, cao hơn tỷ lệ trung bình toàn quốc là 59,5%: tỷ lệ cho phái nam là 75%, và tỷ lệ cho phái nữ là 61%. Tại Jhumpura, 13% dân số nhỏ hơn 6 tuổi.